# عازب (اسم)
عازب هو اسم علم مذكر من أصل عربي، ومعناه هو البعيد الخفي، الغائب المرعى، والعامَّ تسمي به قصدتًا به العزب.

## الأصل اللغوي
عازب هو اسم فاعل من الفعل الثلاثي عَزَبَ، ويعود إلى الجذر اللغوي (ع-ز-ب) الذي يدل على الانفراد والابتعاد. في اللغة العربية يُقال: عَزَبَ الرجلُ أي لم يتزوج، ويُستعمل هذا الوصف للذكر والأنثى على حد سواء.

وقد ورد في كتاب لسان العرب لابن منظور:
| عازب (اسم) | العَازِب من الرجال: من لا زوجة له، ومن النساء: التي لا زوج لها. وقيل: العَزَبُ الذي لا أهل له. | عازب (اسم) |

كما جاء في كتاب تهذيب اللغة للأزهري أن العُزُوب هو الانفراد عن الناس، ومنه جاءت تسمية غير المتزوج بـالعازب كأنه اعتزل الزواج أو انفرد عنه.
يُجمع "عازب" على عُزّاب أو عُزّب، وتُستخدم كلمة عُزوبة أو عُزوبية للدلالة على الحالة الاجتماعية للشخص غير المتزوج.

## وصلات خارجية
- موسوعة السلطان قابوس لأسماء العرب نسخة محفوظة 5 أبريل 2019 على موقع واي باك مشين.